# Гаганица
Гага̀ница е село в Северозападна България. То се намира в община Берковица, област Монтана.

## География
Разстоянието между Гаганица и областния център град Монтана е 13 km, а до София е 103.09 km